# Fermín Salvochea

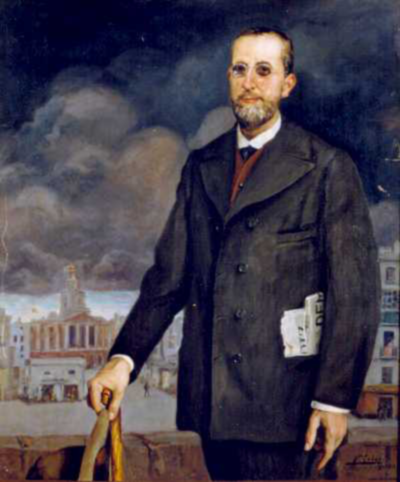
Fermín Salvochea

Fermín Salvochea y Álvarez (Fermin Salvochea) (* 1. März 1842 in Cádiz; † 27. September 1907 ebenda) war Bürgermeister von Cádiz und Protagonist der spanischen anarchistischen Bewegung.
Salvochea kam aus reichen bürgerlichen Verhältnissen. Während des Aufenthalts seiner Familie in England begann er sich für die soziale Situation der Ausgebeuteten und für den utopischen Sozialismus zu interessieren. Die Lektüre von Charles Fourier, Robert Owen und Thomas Paine beeinflussten sein Denken und seine späteren politischen Aktivitäten, die eng mit den Personen Michael Bakunin, Anselmo Lorenzo und Francisco Mora verbunden waren.
1873 wurde der Vorsitzende der föderalistischen Partei Gouverneur und Bürgermeister von Cadiz und schloss sich später dem Anarchismus an, den er mit seinen Mitteln finanziell unterstützte. Er verbrachte Jahrzehnte in spanischen Gefängnissen.